# Präsidentschaftswahl in Algerien 2019

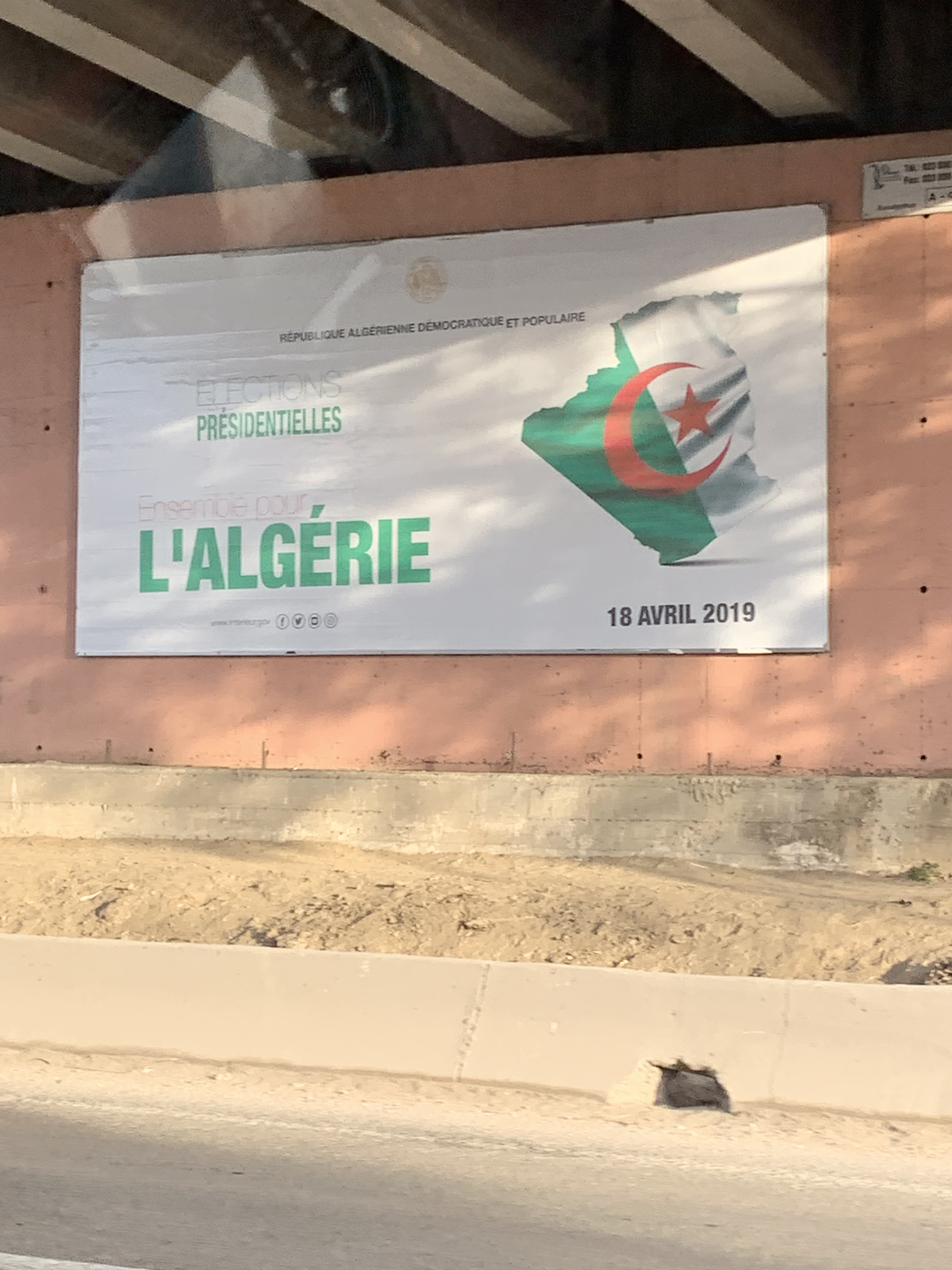
Ankündigungsplakat im März 2019 für den Wahltermin im April – dieser Termin wurde verschoben

Die Präsidentschaftswahl in Algerien 2019 fand am 12. Dezember statt. Der unabhängige Kandidat Abdelmadjid Tebboune gewann sie im ersten Wahlgang.
Ursprünglich sollte sie am 18. April, dann am 4. Juli stattfinden. Der ab 1999 amtierende Präsident Abd al-Aziz Bouteflika (FLN) hatte zum geplanten Wahltermin im April zunächst seine erneute Kandidatur angekündigt, diese aber im März 2019 nach massiven Protesten zurückgezogen und erklärt, nicht mehr anzutreten. Am 2. April 2019 trat er als Präsident zurück. Die Wahl war nunmehr für den 4. Juli angesetzt, wurde aber mangels Kandidaten auf unbekannte Zeit verschoben. Am 15. September 2019 teilte Übergangspräsident Abdelkader Bensalah mit, dass die Wahl am 12. Dezember 2019 stattfinden solle.

## Verfahren
Die Präsidentschaftswahl findet im fünfjährigen Turnus statt. Erreicht kein Kandidat die absolute Mehrheit, gibt es eine Stichwahl der beiden erfolgreichsten Kandidaten.

## Geschehen im Vorfeld der für April geplanten Wahl
Der seit 1999 regierende Präsident Abd al-Aziz Bouteflika ließ seine Kandidatur im Februar 2019 ankündigen; eingereicht wurde sie am 3. März 2019, dem Tag nach seinem 82. Geburtstag und zugleich dem letztmöglichen Termin. Er hielt sich zu diesem Zeitpunkt wegen eines 2013 erlittenen Schlaganfalls im Universitätsspital Genf in der Schweiz auf. Wegen seiner Krankheit werden die Regierungsgeschäfte von einer Gruppe von Politikern, hochrangiger Militärs und Geheimdienstmitarbeitern sowie Geschäftsleuten ausgeübt, die le pouvoir („die Macht“) genannt werden. Nach andauernden und großen Protesten zog Bouteflika seine Kandidatur zurück.
Bouteflikas Gegenkandidat bei den Wahlen von 2004 und 2014, Ali Benflis, und die moderate islamische Partei HMS kündigten wegen der erneuten Kandidatur Bouteflikas an, die Wahl boykottieren zu wollen. Auch der Kandidat des Front des Forces Socialistes (FFS) erklärte, nicht mehr an der Abstimmung teilnehmen zu wollen. Anderen Kandidaten wurde unter Vorwänden die Kandidatur verweigert. Zu den 18 registrierten Gegenkandidaten gehörte der weithin unbekannte Rachid Nekkaz, der von seinem gleichnamigen Cousin an seiner statt nominiert wurde, einem im Umfeld der Proteste besonders bei der Jugend beliebten Geschäftsmann, der in Frankreich geboren wurde und dem die Zulassung verweigert wurde, weil er in den letzten zehn Jahre nicht durchgängig in Algerien wohnhaft war.
Nach der Ankündigung Bouteflikas im Februar kam es fast täglich zu umfangreichen Protestdemonstrationen gegen seine Kandidatur – nach Angaben von Korrespondenten die landesweit größten seit zehn Jahren. Vor allem Studenten organisierten die Proteste. Im Fernsehprogramm wurde verkündet, dass Bouteflika im Falle seiner Wiederwahl nicht die volle Amtszeit regieren, sondern eine vorzeitige Neuwahl einleiten wolle. Auch werde er eine neue Verfassung ausarbeiten und zur Abstimmung vorlegen lassen. Trotzdem wurden die Proteste fortgesetzt; Anfang März protestierten nach Angaben von Diplomaten allein in der Hauptstadt Algier 700.000 bis 800.000 Menschen. Die Zahl der Demonstranten stieg in den Folgetagen weiter an. Teilweise kam es zu gewalttätigen Auseinandersetzungen mit zahlreichen verletzten Polizisten und Demonstranten; ein Flügel des Nationalmuseums in Algier wurde in Brand gesteckt.
Am 10. März 2019 – dem Tag von Bouteflikas Rückkehr nach Algerien – kam es zu einem Generalstreik gegen seine Kandidatur. Über 1000 Richter erklärten, nicht für die Beaufsichtigung der Wahl zur Verfügung zu stehen, falls Bouteflika weiter kandidiere.
Am 11. März gab Bouteflika seinen Verzicht auf eine erneute Kandidatur bekannt; zugleich hat er die Wahl verschoben und seine Amtszeit somit verlängert. Die rechtliche Grundlage hierfür ist unklar; laut Verfassung endet seine Amtszeit im April 2019.  Zunächst solle eine Reihe von Reformvorhaben umgesetzt werden, worunter auch die Ausarbeitung einer neuen Verfassung zähle, die eine Nationalkonferenz bis Ende 2019 beschließen solle. Damit wäre Bouteflika bis 2020 im Amt geblieben. Zugleich wurde Premierminister Ahmed Ouyahia durch den bisherigen Innenminister Noureddine Bedoui ersetzt; ihm zur Seite steht auf dem neugeschaffenen Posten des Vizepremiers Ramatane Lamamra, bisher diplomatischer Berater Bouteflikas. Am 15. März gab es in Algier und Oran erneut Massenproteste gegen die Verschiebung der Wahl, die friedlich verliefen,  ebenso an den folgenden Tagen. Am 26. März sprach sich der Stabschef der Armee Gaïd Salah erstmals für eine Absetzung Bouteflikas nach Artikel 102 der Verfassung aus gesundheitlichen Gründen aus. Am 2. April trat Bouteflika mit sofortiger Wirkung zurück.

## Geschehen nach dem Rücktritt Bouteflikas
Am 10. April wurde der 4. Juli 2019 als neuer Wahltermin angekündigt. Zugleich bezeichnete Gaïd Salah die bisher herrschende Elite als „Gang“ und kündigte eine genaue Beobachtung des Wahlprozesses durch die Armee an. Unterdessen wurden die Massenproteste gegen die Machtelite fortgesetzt, insbesondere an Freitagen, an denen regelmäßig große Demonstrationen stattfinden. Am 4. Mai wurden Said Bouteflika, der ehemals einflussreiche jüngste Bruder des früheren Präsidenten, und die ehemaligen Geheimdienstchefs Mohamed „Tewfik“ Mediène und Athmane Tartag festgenommen.
Bis zum 26. Mai 2019, dem Stichtag für die Erklärung zur Kandidatur zu den Wahlen am 4. Juli, wurden nur zwei relativ unbekannte Personen als Kandidaten registriert. Andere mögliche Bewerber hielten sich nach Ansicht von Beobachtern zurück, da sie die jetzigen Machthaber als Angehörige der bisherigen Machtelite sehen. Der Verfassungsrat ließ die beiden Kandidaten nicht zu und kündigte an, dass die Wahl somit nicht am 4. Juli stattfinden könne. Im Anschluss daran wurden die Proteste gegen die Führung unter Übergangspräsident Bensalah fortgesetzt.
Mitte Juni wurden die ehemaligen Premierminister Ahmed Ouyahia und Abdelmalek Sellal festgenommen. Ihnen wurde Korruption vorgeworfen. Am 2. Juli trat Parlamentspräsident Mouab Bouchareb zurück, ein ehemaliger Gefolgsmann Bouteflikas.
Am 25. Juli wurde die Bildung eines sechsköpfigen Gremiums verkündet, das den nationalen Dialog führen und die Präsidentschaftswahl vorbereiten sollte. Sie besteht aus dem ehemaligen Parlamentspräsidenten Karim Younes, zwei weiteren Politikern, zwei Juristen und einem Wirtschaftswissenschaftler.
Am 15. September 2019 teilte Übergangspräsident Abdelkader Bensalah in einer Fernsehansprache mit, dass die Wahl am 12. Dezember 2019 stattfinden solle. Unterdessen gingen die seit Februar 2019 anhaltenden Proteste weiter.

## Kandidaten zur Wahl im Dezember
Von den ursprünglich 147 Personen, die sich um Unterlagen zur Bewerbung auf das Präsidentenamt zur Wahl am 12. Dezember 2019 bemüht hatten, reichten letztendlich 22 eine Kandidatur bei der Wahlkommission ein. Am 2. November gab der Vorsitzende der Wahlkommission, Mohamed Chorfi, bekannt, dass fünf Kandidaturen den nötigen Kriterien entsprachen und für die Wahl zugelassen wurden:
- Azzedine Mihoubi, Interims-Generalsekretär des liberal-zentristischen Rassemblement National Démocratique kurz RND, Schriftsteller und von 2015 bis April 2019 Kulturminister.
- Ali Benflis, Vorsitzender der 2015 gegründeten liberal orientierten Partei Avant-Garde des Libertés, 2000 bis 2003 Premierminister Algeriens und unabhängiger Präsidentschaftskandidat 2004 und 2014.
- Abdelmadjid Tebboune, unabhängiger Kandidat, 2017 Premierminister Algeriens und ehemaliger Minister verschiedener Ressorts (1999–2017).
- Abdelkader Bengrina, Vorsitzender der gemäßigt-islamistischen Partei El Binaa, 1997 bis 1999 Minister für Tourismus und Handwerk.
- Abdelaziz Belaïd, Vorsitzender der Partei Front El Moustakbal, Mediziner, 1997 bis 2007 Parlamentsabgeordneter und Präsidentschaftskandidat 2014.

Alle fünf Kandidaten stehen dem bisherigen System nahe. Oppositionelle riefen zum Boykott auf.
Eine Woche vor der Wahl verkündete die Regierungspartei FLN ihre Unterstützung für Azzedine Mihoubi als Präsidentschaftskandidaten.

## Ergebnis
Die Wahlbehörde teilte am Tag nach der Wahl mit, der ehemalige Ministerpräsident Abdelmadjid Tebboune habe im ersten Wahlgang 58 Prozent der gültigen Stimmen erhalten. Daraufhin kam es an einigen Orten im Land zu Massenprotesten. Die Wahlbeteiligung lag bei nur knapp 40 Prozent.
| Kandidat                    | Kandidat             | Partei                   | Stimmen   | %     |
| --------------------------- | -------------------- | ------------------------ | --------- | ----- |
|                             | Abdelmadjid Tebboune | unabhängig               | 4.945.116 | 58,15 |
|                             | Abdelkader Bengrina  | El Binaa                 | 1.477.735 | 17,38 |
|                             | Ali Benflis          | Avant-Garde des Libertés | 896.934   | 10,55 |
|                             | Azzedine Mihoubi     | RND/FLN                  | 617.753   | 7,26  |
|                             | Abdelaziz Belaïd     | Front El Moustakbal      | 566.808   | 6,66  |
| Gesamt                      | Gesamt               | Gesamt                   | 8.504.346 | 100   |
| Ungültige Stimmen           | Ungültige Stimmen    | Ungültige Stimmen        | 1.243.458 |       |
| Umstrittene Stimmen         | Umstrittene Stimmen  | Umstrittene Stimmen      | 11.588    |       |
| Quelle: Journal de Montreal |                      |                          |           |       |

## Geschehen nach der Wahl
Die Armee stellte sich nach Bekanntgabe des Ergebnisses hinter Tebboune. Das Verfassungsgericht erklärte die Wahl am 16. Dezember für rechtmäßig.
Die Freitagsproteste wurden fortgesetzt. Präsident Tebboune erklärte den ersten Jahrestag der Proteste, den 22. Februar 2020, zu einem Feiertag.